# Heliopepla ducalis
Heliopepla ducalis là một loài bướm đêm trong họ Noctuidae.